# NGC 7356
NGC 7356 é uma galáxia espiral (Sbc) localizada na direcção da constelação de Pegasus. Possui uma declinação de +30° 42' 34" e uma ascensão recta de 22 horas, 42 minutos e 02,3 segundos.
A galáxia NGC 7356 foi descoberta em 4 de Outubro de 1883 por Édouard Jean-Marie Stephan.